# Marlene Löhr
Marlene Löhr (* 2. August 1985 in Lüneburg) ist eine ehemalige deutsche Politikerin der Grünen. Von 2009 bis 2013 war sie Vorsitzende des Landesverbands Schleswig-Holstein.

## Ausbildung und Beruf
Nach dem Abitur in Lüneburg studierte Löhr von 2005 bis 2008 Politikwissenschaft, Volkswirtschaftslehre und Volkskunde/Europäische Ethnologie in Flensburg und Kiel. Von 2008 bis 2013 absolvierte sie ein Masterstudium der European Studies in Flensburg und in Sønderborg, ein Auslandssemester verbrachte sie 2009 an der Copenhagen Business School.
Von 2017 bis 2019 war sie Pressesprecherin der Berliner Ibn-Rushd-Goethe-Moschee, des säkularen Moscheeprojekts, das von der muslimischen Frauenrechtlerin und Anwältin Seyran Ateş initiiert wurde.

## Politik
Löhr war von 2004 bis 2018 Mitglied der Grünen. Sie arbeitete in den Vorständen der Kreisverbände Lüneburg und Flensburg und war von 2006 bis 2008 Kreisvorstandssprecherin der Flensburger Grünen. Von 2008 bis 2010 war sie Ratsmitglied in Flensburg.
Seit 2007 gehörte Marlene Löhr als Beisitzerin dem Vorstand des grünen Landesverbands Schleswig-Holstein an. Von 2009 bis 2013 war sie gemeinsam mit Eka von Kalben Vorsitzende des Landesverbands.
Am 30. Juni 2010 war sie Mitglied der 14. Bundesversammlung. 2012 leitete sie zusammen mit Eka von Kalben die Verhandlungskommission in den Koalitionsverhandlungen mit SPD und SSW. Außerdem war sie Leiterin der Grünen-Delegation in der Arbeitsgruppe Arbeit, Wirtschaft, Verkehr & Europa.
2013 trat sie nicht für eine erneute Amtszeit an. Zu ihrem Nachfolger wurde Peter Stoltenberg gewählt.